# Sucessão apostólica
Em algumas vertentes do Cristianismo, a doutrina da Sucessão Apostólica sustenta que a Igreja Cristã, hoje, é a sucessora espiritual do grupo de seguidores de Cristo, composto pelos Doze Apóstolos. Nas Igrejas episcopais, a Sucessão Apostólica é entendida como sendo a base da autoridade dos bispos (o episcopado). 
Diferentes denominações Cristãs interpretam esta doutrina, de diferentes maneiras. A Igreja Católica, a Igreja Ortodoxa, a Igreja Anglicana e outras denominações reivindicam suas linhas episcopais desde os apóstolos. Essa doutrina é rejeitada por muitos dos Protestantes, embora algumas de suas denominações, como as de tradição anglicana e algumas luteranas, também reivindiquem essa doutrina de sucessão.

## Bases bíblicas
Na Bíblia, um exemplo de Sucessão Apostólica, pode ser visto quando Judas Iscariotes, após trair Jesus Cristo, cometeu suicídio e assim teve seu posto (ministério), declarado vago, pelo Apóstolo Pedro que apontou a necessidade de que alguém o ocupasse (Atos 1,16-17.21-26). Dessa forma, na disputa da sucessão apostólica, entre Matias e José Barsabás, também chamado "Justo", foram lançadas sortes, que recaíram sobre Matias.

## Igreja do Oriente
A Igreja do Oriente mantém contínua sucessão de seus bispos desde que os apóstolos pregaram aos povos siríacos. Segundo a Bíblia, o apóstolo Pedro foi bispo em Antioquia antes de ir para Roma.. A partir do século V as igrejas do mundo do Mediterrâneo se separaram da Igreja una e indivisa, que continuou nos fundamentos apostólicos fora do controle do mundo político romano e bizantino.  Com a sucessão dos bispos interrupta, hoje se constitui a Igreja do Oriente.

## Igreja Católica Apostólica Romana
A Igreja Católica tem como exemplo apóstolo Pedro. Para os católicos romanos teria ele sido nomeado o primeiro Papa, líder espiritual da Igreja Católica, instituída por Jesus Cristo.
A sucessão apostólica, feita pela presença da carne, é dita ordem romana. A Igreja Católica acredita e defende que, devido ao sacramento da Ordem, todos os Bispos válidos e legitimamente consagrados, em comunhão com o papa (o sucessor de São Pedro) na Sé de Roma, são todos sucessores dos doze apóstolos. Assim, quando morre um papa, outro é eleito para o seu cargo, sucedendo-lhe, e, enquanto que um bispo válido e legitimamente consagrado estiver vivo e em funções, ele consagra outros bispos e ordena os presbíteros e os diáconos, dando por isso uma continuidade ininterrupta à sucessão apostólica, sendo por isso a base de toda a hierarquia da Igreja Católica.

## Reforma
De um modo geral, as denominações cristãs surgidas a partir do cisma religioso europeu no século XVI, desencadeado inicialmente pela manifestação de Martinho Lutero na Alemanha, confessam o princípio sola scriptura, ou seja, de que a doutrina cristã primitiva e apostólica se encontra perfeita e suficientemente nas Escrituras Sagradas. Desse modo, a ideia de sucessão apostólica nesse horizonte se explicaria não pela transmissão ritual da autoridade apostólica, como pela imposição de mãos, mas pela conservação fiel da doutrina de Cristo e dos apóstolos, expressa particularmente nos livros sagrados do Novo Testamento.
Algumas igrejas batistas têm uma doutrina parecida, a do Landmarkismo. Segundo essa doutrina há uma sucessão ininterrupta de igrejas até culminar nos batistas de hoje. Já as atuais igrejas apostólicas ou neo-pentecostais acreditam que a sucessão apostólica se refere a uma continuação do trabalho de Jesus Cristo nesta terra por intermédio de apóstolos.

### Igreja Anglicana

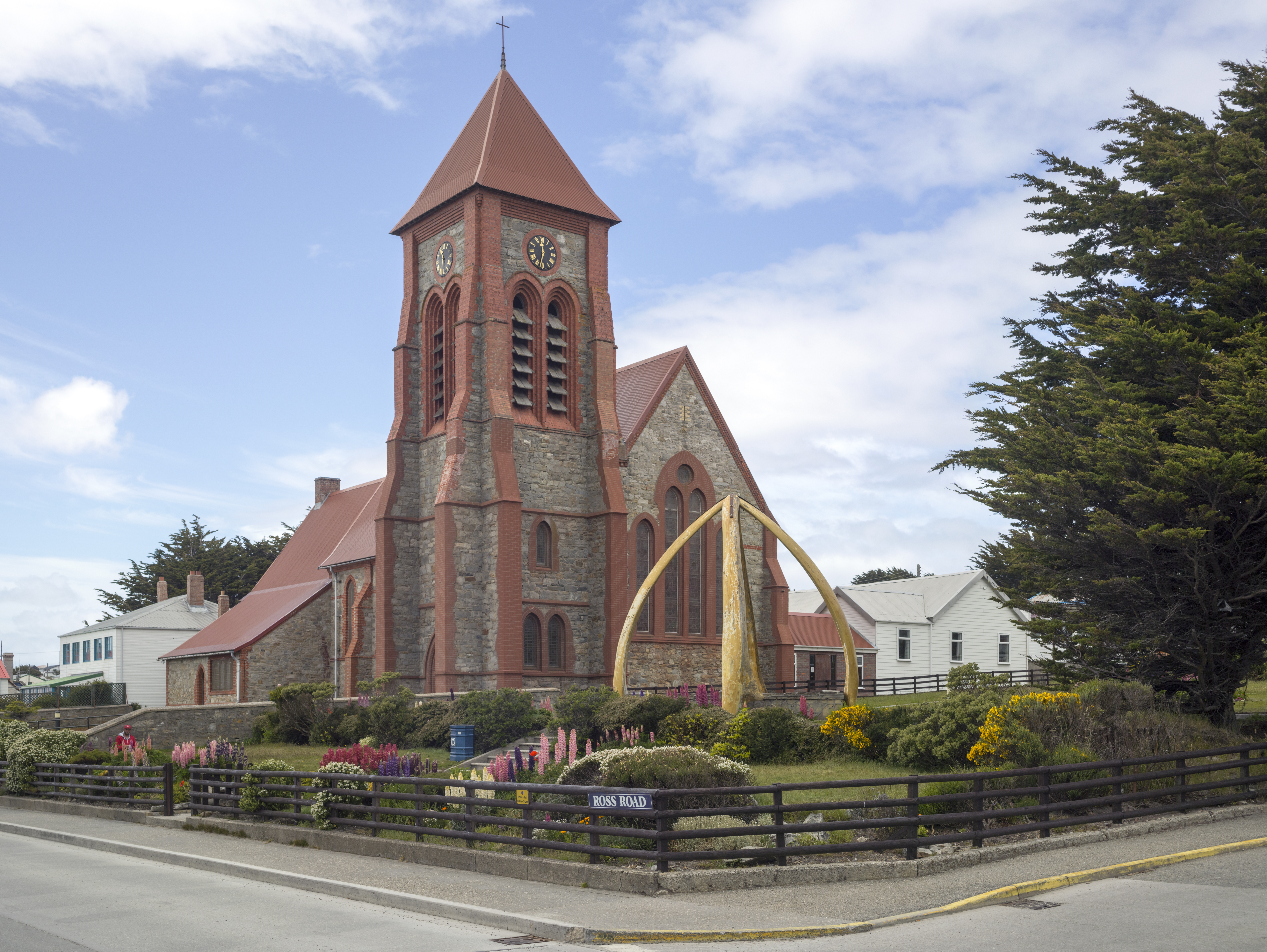
Catedral Anglicana das ilhas Falkland.

A Comunhão Anglicana "nunca endossou oficialmente qualquer teoria particular da origem do episcopado histórico, sua relação exata com o apostolado, e o sentido em que deveria ser pensado como dado por Deus, e de fato tolera uma ampla variedade de visões. sobre estes pontos ". A sua reivindicação à sucessão apostólica está enraizada na Igreja da Inglaterra como parte da Igreja Ocidental.   A sucessão apostólica não é vista pelos anglicanos reformados como uma continuidade ininterrupta de ordenação de bispos, mas como expressão de continuidade  ininterrupta de compromisso, crenças e missão começando com os primeiros apóstolos; e, portanto, enfatizando a natureza duradoura ainda em evolução da Igreja. O episcopado histórico é visto como um símbolo de unidade cristã, o Arcebispo da Cantuária é reconhecido por todos os anglicanos como o Primeiro entre os Iguais, por isso é ele quem convoca reuniões entre todos os bispos anglicanos do mundo, e é o símbolo da unidade anglicana. 

## Igreja Ortodoxa
A Igreja Ortodoxa, como mais um exemplo, defende também que os seus bispos eram oriundos de uma sucessão apostólica contínua e ininterrupta, afirma que  a Igreja Católica Romana perdeu sua sucessão apostólica no período compreendido entre os séculos XIV e XV devido as duvidosas eleições de Papas duvidosos e antipapas e pela prática das simonia durante todo o século XV e XVI vigente nas ordenações de Bispos e altos cargos na Igreja de Roma. A Igreja Ortodoxa   defende também que todos os seus bispos eram iguais entre si (incluindo o Patriarca Ecuménico de Constantinopla, que é só considerado como o Primeiro entre os Iguais), não reconhecendo por isso a autoridade universal e a primazia papal do Papa, defendendo somente que ele tem apenas uma primazia de honra. 